# トルコの国際関係
トルコの国際関係（トルコのこくさいかんけい）では、西アジアにある国トルコの国際関係について述べる。

## 概況
トルコはイスラム教国ではあるが、世俗主義を標榜し西側諸国の一員と自認しているため、基本的な外交政策は親米であり、欧州連合 (EU) への加盟を大きな外交目標としている。またイスラム諸国では珍しく表面上は親イスラエルを維持していたが、ガザ紛争 (2008年-2009年)を機にトルコ政府はイスラエルの行動を激しく非難し、2009年以降イスラエルとの関係が諸問題で冷却化している。背景には国民の99パーセントがイスラム教徒であり、イスラエルに対する反感が非常に強いという問題がある。
第一次世界大戦後の共和国建国から、第二次世界大戦までは国際社会の中で中立を基本的な路線としていた。建国当初はソビエト政権と友好的でイギリスとは緊張関係にあったが、1930年代に入ると対外進出を図るイタリアとの関係が悪化したため、イギリス、フランスとの接近を図るようになった。また近隣諸国との関係を改善するべく、1934年にバルカン協商（トルコ、ギリシャ、ユーゴスラビア、ルーマニア）を、1937年にサーダーバード条約（トルコ、イラン、イラク、アフガニスタン）を結んだ。現在ではトルコ共和国の国の標語のように使われている建国の父ムスタファ・ケマル・アタテュルクの言葉「内に平和、外に平和」は、第二次世界大戦直前頃のトルコの外交路線をあらわしたものといえる。
第二次世界大戦でも当初中立を宣言し、イギリスへの接近の一方でドイツと不可侵条約を結ぶなど中立の維持に努めたが、1945年初頭に連合国側の勝利が決定的となり、連合国側の圧力によって枢軸国側に宣戦を布告した。これによりトルコは戦勝国となり、国際連合の原加盟国となった。
第二次世界大戦後はマーシャル・プランを受け入れて親米に大きく舵を切り、北大西洋条約機構 (NATO) に加盟し、中央条約機構 (CENTO) を設立して、西側のソ連に対する最前線となった。ソ連崩壊後も基本的な路線は変わっていない。

## 2021年現在、軍事衝突状態・緊張状態にある勢力
- ロジャヴァ (クルド人民防衛隊) - 戦闘状態。
- シリア・アサド政権 - 戦闘状態。反体制派を支援しているほか、シリア北部の一部地域を自国として占領している。
- アルメニア - 緊張状態。2020年ナゴルノ・カラバフ紛争にてアゼルバイジャンを支援。
- ギリシャ - 緊張状態。キプロス問題。2020年に両国が互いにEEZを一方的に変更した。

## アメリカとの関係
冷戦時代を通じて親米路線が採られてきたが国民の間では中東におけるアメリカの覇権に対する反感が高まりつつあり、2003年初頭のイラク戦争直前には野党共和人民党を中心とする大々的な反戦キャンペーンが起こった。これに対し、議会の単独過半数を占める与党公正発展党は、アブドゥラー・ギュル首相のもと、アメリカ軍の領内通過を認める方針を打ち出していたが、憲法第92条の外国軍の領内通過は議会の承認を要するとの条項にもとづき、2003年3月1日にトルコ大国民議会で行われたアメリカ軍の領内通過をめぐる議決において与党が100名近い造反者を出し、賛成票が反対票を上回るものの、出席議員の過半数に4票不足し否決。一時的に対米関係が悪化した。しかしその後首相に就任したレジェップ・タイイップ・エルドアンは、この国会決議を事実上反故にする形で1980年防衛協定に基づくものとして、国内基地の使用を一部容認するなど、対米関係の修復をはかっている。
2017年、トルコは政府転覆を図った疑いでイスタンブールのアメリカ総領事館の職員を逮捕、訴追した。このことにより二国間関係が緊迫し、トルコ、アメリカ双方が同年末までビザの発給を停止した。ビザの発給停止は年末までに解消された。
2018年8月1日、牧師アンドリュー・ブランソンの拘束に関与したとして、米財務省はトルコのアブデュル・ギュル法相とスュレイマン・ソイル内相に制裁を科した。

## ロシアとの関係
ロシアとはオスマン帝国時代から対立しており、16世紀以降、露土戦争や第一次世界大戦などの形で断続的に交戦してきた。希土戦争の際はモスクワ条約を結んでトルコとソ連は同盟関係にあったが、第二次世界大戦後の東西冷戦期、トルコはNATOに加盟してソ連と対峙。モントルー条約を基に黒海から地中海にかけてソ連艦隊の通行に制限をかけることも行う一方、非軍事面ではソ連側から経済協力を引き出し工業化への足掛かりを作る立ち回りを行っている。ソ連崩壊後も経済関係は活発であり、ロシアからはパイプライン輸送で多くの天然ガスを輸入するほか、2012年時点で年間330万人のロシア人がビジネス、バカンスで訪れる関係ができている。
2015年10月、シリア内戦に対してアサド政権軍側を支援して介入していたロシア軍の空軍機がトルコ上空を侵犯。トルコはロシアに対し強く抗議を行った。しかしながらロシア軍機の接近は繰り返されたため、翌月にはトルコ軍がロシア空軍の爆撃機を撃墜する事件（ロシア軍爆撃機撃墜事件）が発生している。両国は批難の応酬を繰り返して二国間関係は緊迫したが、2016年、エルドアン大統領がウラジーミル・プーチン大統領に対して謝罪する形で終息が図られた。
その後の両国関係は緊密で、シリア内戦への対応をイランを含めた3カ国で協議しているほか、ロシア製地対空ミサイルS-400の購入契約を結んだ。またロシア国営原子力企業ロスアトムが2018年4月3日、トルコ南岸のアックユ原子力発電所を起工した。同年11月19日には、ロシアから黒海を横断する新たな天然ガス・パイプライン「トルコストリーム」海底部分の完成式典がイスタンブールで開かれ、プーチン大統領がエルドアン大統領とともに出席した。
ただし、トルコ人とは近縁な民族のアゼリー人が多数を占めるアゼルバイジャンはロシアの同盟国であるアルメニアと領土問題・民族問題などを抱いている。2020年の第二次ナゴルノ・カラバフ戦争でトルコの軍事用ドローン、バイラクタル TB2などを多数導入したアゼルバイジャンは事実上勝利した後、ロシアは自身の勢力圏にトルコが入ってくることに対し警戒感を抱いている。

## 中国との関係
中華人民共和国とは、冷戦時代は朝鮮戦争で国連軍に参加したトルコ軍が中国人民志願軍と交戦したこともあって対立関係にあった。しかし、1971年の国際連合でのアルバニア決議に賛成してトルコと中国は国交を正常化した。
冷戦終結後、両国は軍事的に接近した。トルコは1997年に人権問題を理由にアメリカからのMLRSの購入交渉に失敗し、中国の多連装ロケットシステムのT-300カシルガの購入契約を結んだ。さらに弾道ミサイルのB-611も導入し、J-600Tユルドゥルムを開発して2007年8月30日にトルコの首都アンカラで開催された軍事パレードで公開した。2009年までアメリカやイスラエルと行ってきた合同軍事演習アナトリアの鷲を2010年に中国と実施し、コンヤ空軍基地には中国空軍のSu-27が飛来した。2011年にはトルコ初の軍事衛星ギョクテュルク-2を中国から打ち上げてエルドアン首相はイスラエルの懸念を一蹴した。2012年にはトルコは中国の主導する上海協力機構の対話パートナーとなり、エルドアン首相は正規加盟も示唆した。2013年には中国製地対空ミサイルであるHQ-9の購入を決定して波紋を呼ぶも2015年に契約が撤回された。トルコ政府の対中関係の強化には元毛沢東主義者でユーラシア主義者のドーウ・ペリンチェクらエルゲネコン事件に関係した政治家や軍人が関わってるともされる。
両国には東トルキスタン独立運動の問題があったが、1999年にトルコ軍の高官が訪中した際に中国政府から協力を要請され、2000年に安全保障の協定を結んで両国の情報機関はこの運動の活動家の情報収集や監視などで協力するようになった。2009年ウイグル騒乱をめぐって一時中国と緊張関係になるも、後にトルコ政府は国内の反中的な勢力とメディア報道の排除も表明した。2019年2月にトルコは国際連合人権理事会で新疆ウイグル自治区の人権状況に懸念を示した唯一のイスラム教国だったが、同年7月に訪中したエルドアン大統領は「新疆の人々は中国で幸福に暮らしている」としてトルコは反中的な勢力に対する安全保障協力を強化すると述べた。世界ウイグル会議のラビア・カーディル議長は、トルコがウイグル問題に消極的な理由についてトルコ国内のクルド人問題への中国の介入を恐れているという可能性を指摘している。ただし、同じくテュルク系のウイグル人は中国を脱出した後、トルコに住み着いたことが多く、現在も約5万人のウイグル人がトルコに住んでいる。

## 隣国との関係

### アルメニアとの関係
1991年にソ連崩壊にともなって独立したアルメニアとの間はさらに冷え切った関係にある。古くはオスマン帝国末期にアルメニア人虐殺と呼ばれる、非常に多くの犠牲者を伴った大規模な民族追放によりトルコの領土から数百万人のアルメニア人がほとんど一掃され、さらに祖国解放戦争当時のトルコ軍によってアルメニア人の民族的シンボルであるアララト山を含むアルメニアの広い地域がトルコ領に加えられたという経緯があり、アルメニア人とトルコ人の間の確執は根深いといえる。さらに、独立したアルメニアは国章にアララト山を描き、現トルコ領の歴史的アルメニア西部を自国の回復されざる領土と公然と表明したことから、トルコとの対立は決定的なものとなった。
さらに、アルメニアとはナゴルノ・カラバフ紛争を通じて敵対関係にあるアゼルバイジャンが、同じテュルク系ムスリムという関係からトルコとは非常に親密な関係にあることから、アルメニアはトルコに対して警戒心をもたざるを得ないことも指摘できる。このような経緯はあるが、2009年にトルコ・アルメニア両国は国交樹立の合意文書に調印し、関係改善への取り組みが続いている。

### シリアとの関係
シリアとは政治体制の違いや、歴史的シリアに属する地域ながらトルコ領となっているハタイ県の帰属をめぐる係争などもあり長く友好的ではない関係が続いてきたが、公正発展党政権になってから両国関係は改善しつつある。
しかし、2011年11月30日、アフメト・ダウトオール外相は、シリアが自国内の反政府デモ弾圧を停止しないことに対して、資産凍結や武器取引停止などの経済制裁を科すると表明した。すでに11月22日、エルドアン大統領はバッシャール・アル＝アサド大統領に辞任を迫っていた。
2011年以降、トルコはクルド人武装組織の支配するシリア北部への掃討やアサド政権と敵対するシリアの反政府勢力を支持し、トルコ軍は数回にわたりシリア国内に侵入した。

### イランとの関係
トルコとイランの関係は歴史、文化的にも深いが、2009年からの時期はそれまでの30年間でもっとも良好とされている（雑誌foresight1月号では隣国の中でも特にイランと積極的に関係を築こうとしているとし、この関係を「蜜月」と報じた）。
エルドアン首相はイランの核エネルギーの平和的利用の権利を支持しており、2009年10月の会談で、イランの核（エネルギー）保有の権利があると強調し、「地球上で非核の呼びかけを行う者はまず最初に自分の国から始めるべきだ」と述べた。
2010年5月、トルコはイラン、ブラジルの3か国の間で、核問題を巡るイランと西側の協議の行き詰まりを打開しようとする努力の一環として、濃縮度3.5%の低濃縮ウラン1200キロをトルコに移送し、代わりに、イランが20%の高濃縮ウラン120キロを受け取るというテヘラン宣言に調印した。
2010年10月にはアブドゥラー・ギュル大統領がイランとの経済関係の拡大を強調した。10月5日、ギュルは「イランとの貿易・経済関係を強化・拡大することは、トルコにとって重要なことである」と表明し、また、アメリカをはじめとする西側諸国がトルコとイランの関係拡大に不満を抱いているが、トルコの政府関係者は、依然として同国との貿易経済関係の拡大を強調している、と述べた。これは、アメリカや西側諸国がイランを孤立化させるために各国とイランの関係を断絶させようと圧力をかける状況の中での表明だった。
2010年9月にはトルコとイランが共同でD8という名前の自動車開発を行うことを発表した。D8は、イスラム開発途上8カ国（加盟国は、イラン、トルコ、バングラデシュ、マレーシア、インドネシア、パキスタン、エジプト、ナイジェリア）の名称である。イランの最大手自動車メーカーとトルコの自動車産業部門が製造を行い、D8の加盟国への輸出を行う計画で、イランのホドロー社が、この自動車の製造プロジェクトに投資する。このプロジェクトは、およそ20億ドルの投資により実行されると予想され、イランホドロー社の責任関係者によれば、イスラム諸国の銀行がこのプロジェクトに対し資金援助を行うことが見込まれている。

## 日本との関係
トルコと日本の友好関係を語る上で第一に記憶されるのは、1890年（明治23年）のエルトゥールル号遭難事件において、日本の人々がエルトゥールル号の生存者にさしのべた救援と同情である。続く20世紀の初頭頃から、日露戦争でトルコが長年苦しめられてきたロシア帝国に日本が一矢報いたことなどから、アジアの近代化の優等生として認識されるようになった。
しかしオスマン帝国の時代には、欧米諸国と同等の不平等条約締結を求める日本政府との交渉がまとまらず、日土の国交は最後まで開かれなかった。日土の国交は1924年（大正13年）、トルコ共和国政府のもとで開かれたが、早くも1926年（大正15年）には「日土協会」（現在の「日本・トルコ協会）が設立され、日本側からも日土友好に尽力する人々があらわれた。
トルコは第二次世界大戦では中立を宣言したため国交は続いたが、大戦終局の1945年（昭和20年）1月29日に連合国の要請によりトルコは日本との国交断絶を通告、2月23日に対日宣戦布告を行ったので、国交は一時断絶した。戦後、国交が回復するとともに、旧首都イスタンブールに置かれていた在トルコ日本大使館がアンカラに移転し、本格的な二国間関係が始まったが、長らく日本とトルコの間の行き来は少なく、民間の関係はさほど緊密ではなかった。
この時代、日土関係の中核は日本の商社であり、イスタンブール市のアジア側とヨーロッパ側を結ぶファーティフ・スルタン・メフメト橋（第二ボスポラス橋）は1986年（昭和61年）に伊藤忠商事ら日本資本の参入によってかけられた国家的プロジェクトである。
こうした状況にもかかわらず、トルコでは多くの人々が、日本人を勤勉で義に篤い民族と感じ、好感を持っていると言われてきた。日本語がトルコ語と形態的によく似通っており、同祖の言語の可能性があること（ウラル・アルタイ語族説）は言語学において学問的に証明されたわけではなく、むしろ否定的な見解が強い説ではあるが、教養があり、日本への関心が深いトルコ人の中では、この説は比較的よく知られている。例えば、現代トルコ語で「よい」を「iyi（イイ）」、「山のてっぺん」を「tepe（テペ）」という、という知識から、トルコ語と日本語は同祖であるという人もいる（ただし、語源に遡るとこれらの語彙が似ているのがまったくの偶然であることは明らかである）。
こうした説を踏まえて、トルコ人と日本人がモンゴル高原に同じ起源を持つ兄弟民族であると考え、親しみを感じるトルコ人も多いとされる。かつてあるトルコ人は、両国の国旗がちょうど明け方の白い空に昇る太陽をモチーフとする日の丸と、夕暮れの赤い空に傾く月をモチーフとする新月旗であることを対比して、「仲の良い兄弟がモンゴル高原で別れ、太陽を追いかけて東に行った方は日の丸を国旗とする日本を建国し、月を追いかけて西に行った方は新月を国旗とするトルコを建国した」という話を自著で紹介した。
これに対して、日本ではトルコについては従来、それほど十分な知識があったわけではなかったが、近年は日本からトルコへの観光旅行が容易に行われるようになり、日本人もトルコの文化に触れる機会を増え、また前述のようなトルコにおける日本イメージが紹介されることも多くなった。また、FIFAワールドカップ・韓国/日本大会でのトルコチームの躍進、日本チームとの対決や、トルコへの観光ブームが契機となり、トルコに対する日本人の関心はますます高まっていると言えるだろう。イラン・イラク戦争の際、テヘランに取り残された在イラン日本人の国外脱出にトルコ政府が協力し、撃墜の危険の中、トルコ航空機を派遣した事件（1985年3月）も、近年、テレビ番組などを通じて日本国内で有名になり、トルコへの好感度をさらに上昇させた。2006年（平成18年）には、日本政府が日本人救出に尽力したトルコ航空関係者に対して、感謝の意の褒章を行っている。
日本に在留するトルコ人の数は1990年代から増加しており、東京、大阪、名古屋などトルコ人在留者の集中する地域ではトルコ人のシェフによるトルコ料理を供するレストランも珍しいものではなくなった。また、近年、トルコ発のファーストフードとして欧米ではすでにポピュラーなドネルケバブの店も日本の繁華街で多く見受けられるようになった。また、「伸びるアイス」として知れ渡ったドンドルマも有名である。
しかし、在留者の増加にともなって1990年代末からトルコ人在留者の犯罪数が急増している負の側面もある。また、かつて社会問題になった「トルコ風呂」が性風俗店の名称に使われていた記憶は日本においてもまだ完全に払拭されているとは言えず、トルコに対する間違ったイメージの要因も少なくない。
自治体レベルでは東京都渋谷区との関係が深い。同区にはトルコ大使館が所在する他、トルコが所有する回教寺院及び文化施設である「東京ジャーミイ」があり、渋谷区立神宮前小学校には主にトルコ人子弟の教育を目的とする国際学級が設置されている。
また、新潟県柏崎市に柏崎トルコ文化村というテーマパークが閉鎖した際にトルコから贈られていたトルコ初代大統領ムスタファ・ケマル・アタテュルクの騎馬像が勝手に売却されてしまい、更にはブルーシートをかけただけの野ざらしの状態になっており、これを知ったトルコでは対日感情が悪化している（※と言われていたが事実ではない。一般のトルコ人はこの件にあまり関心がなく、日本の産経新聞や柏崎の政治家等がセンセーショナルに脚色して日本国内で流布させ、私的な政治利用しようとした背景があるとされる。対日感情の悪化は別にあると言われている）。なお、当該の銅像は、エルトゥールル号遭難事件ゆかりの地である和歌山県東牟婁郡串本町に移設され、事件120周年に当たる2010年（平成22年）6月3日に樫野埼灯台前広場で除幕式が行われた。
日土間の交通は、イスタンブール空港と成田空港、関西空港との間にトルコ航空が所要時間13時間ほどの直通便を全日本空輸（ANA）と共同運航しており、比較的便が良い。その他、アジア経由やヨーロッパ経由でも行き来が可能であるが、ヨーロッパ経由の場合は総じて現地着深夜、現地発早朝のパターンが多い。これ以外のルートを用いてトルコ行きを目指す場合は、フランクフルトまたはパリ経由がポピュラーである。バックパッカー等の旅行者の中には安価なモスクワ経由の航空便を利用する者もいる。

## その他の国との関係
テュルク語圏の一部であるため、テュルク系民族が主要となっている国家との関係が深く、特にアゼルバイジャンとは極めて友好な関係にあり、2021年に同盟関係を結成した。また、中央アジア諸国との外交や国際交流に力を入れている面がある。テュルク評議会とテュルクソイ共同体ならび世界テュルク議会のメンバーの一員で古参の存在となっている他、2008年11月21日に設立のテュルク系国際機関であるテュルク語圏諸国議会の本部を首都アンカラに開設している。
湾岸地域ではカタール、南アジアではパキスタンと友好関係にあり、特にパキスタンとはアゼルバイジャンと共に軍事演習を行うことがある。また、パキスタンは一貫してトルコのキプロス問題における立場を、トルコはパキスタンのカシミール問題における立場を支持している。2021年8月以降はアフガニスタンのタリバン政権に対しても同政権を承認しないものの、友好関係にあるとアピールした。
一方、アラブ世界との関係はカタールなど一部を除くと、前述のシリアとの関係も含めて総じて良くない。中東各国で跋扈するムスリム同胞団への支援やシリアへの侵入、リビア問題への介入により、トルコのエジプト、サウジアラビア、アラブ首長国連邦などとの関係は2010年代に非常に悪化し、トルコと同盟関係にあるカタールの外交危機も招いた。また、2018年にサウジアラビア人記者のジャマル・カショギがイスタンブールのサウジアラビア総領事館内で殺害された後、同国との関係がさらに悪化した。
また、トルコ国内の企業がアフリカ諸国との連携を図っている。

## 国際機関に関するもの

### EU加盟問題

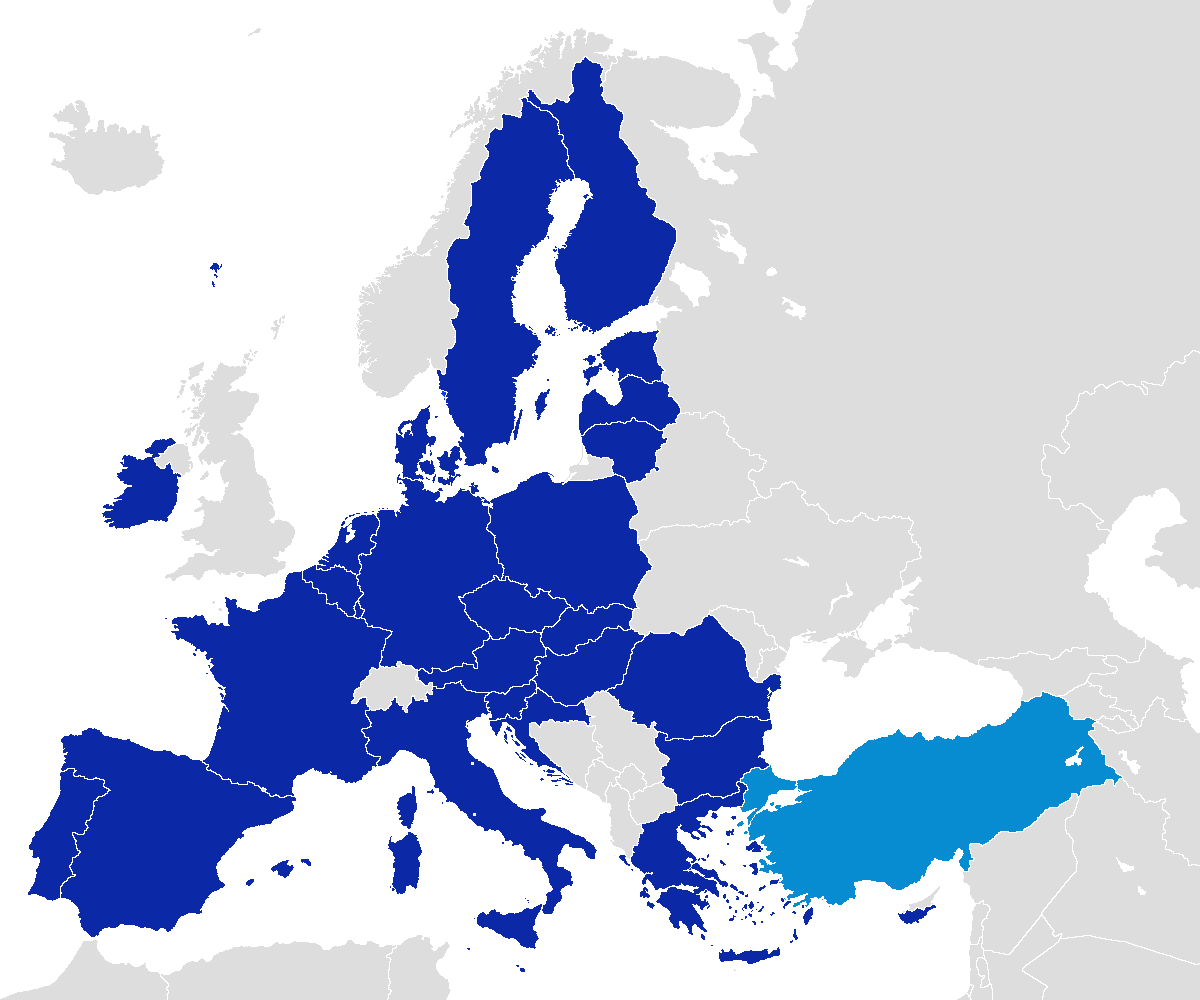
EUとトルコ

トルコの欧州連合（EU）への加盟については欧州共同体（EC）時代の1960年代から議論が始まっていた。トルコ政府は1987年にはECに対して加盟申請を行っていたが、以降2005年の加盟交渉開始決定まで、トルコの加盟プロセスには大きな進展が見られなかった。

#### 加盟の問題点
このようにトルコのEU加盟を妨げる要因として、いくつかの問題点がEU内外の多くの人々により、公式あるいは非公式の見解として指摘されている。上記の、EU加盟国ギリシャ、キプロスとの対立、アルメニア人虐殺に関する歴史認識問題に加え、以下に他の問題点の具体例と、それに関する議論を列挙する。
- 人権保護制度の遅れ
  - もっとも公式的に表明されている問題点である。特に離婚時の女性に対する処罰規定が問題となっている。EUはこの問題に対してトルコ政府に改善要求を出しているが、トルコ内部の保守派からは反発も出ている。また、EUからはクルド人問題に対しての批判も大きい。ただし、このように公式上の最大の障害であった人権上の問題は、トルコ政府が法改正の努力を進めてきたことにより、EUも改善されたことを認めている。
- トルコ系移民の問題
  - 現在でもドイツを中心として労働力としてのトルコ系移民は非常に多い。この移民労働力に対しては既にEU圏内の労働者からは反発が起こっている。トルコがEUに加盟した場合トルコ人労働者のEU圏内での就労は自由化される。ここで問題となるのはトルコの人口の多さであり、2004年の統計ではEU内ではドイツに次ぐ6,800万人（この時点でのEUの人口の15%程度に相当する）となっている。2050年までの人口予測では、社会保障が発達したヨーロッパ（特に西ヨーロッパ）が減少か横ばいになるという予測に対して、トルコの人口は1億人を突破すると見込まれている。大量のトルコ人労働者が流入してきた場合のEUの経済的混乱が予想される。
- 「トルコの脅威」の記憶に関する問題
  - トルコの前身であるオスマン帝国は、長らくヨーロッパに対する軍事的な脅威であり続けた歴史がある。特に、今やEUの一員である中東欧諸国は、かつてオスマン帝国に支配されたり、侵攻を受けたりした歴史があり、現在でもトルコに対する感情的な反発は根強い。この恐怖感は特にオーストリアなどでトルコの加盟に反対する根強い根拠となっている。
- そもそもトルコは「ヨーロッパ」であるのか？
  - トルコは国土の大半が「アジア」に属するとされるアナトリア半島にあることから生じる問題である。これについてはヨーロッパの範囲を定めた「コペンハーゲン基準」（ヨーロッパに領土を持つ国をヨーロッパとして認めるという内容）に照らし合わせてもトルコはヨーロッパであるとする議論が支持されている。ただし、「コペンハーゲン基準」の根拠となっているヨーロッパの領土はトルコにおける全領土のうちの5%にしか相当しないため、現在でもトルコをヨーロッパと認めることに消極的な議論も根強く残っている。ただしヨーロッパ部の東トラキアには最大都市イスタンブール中心部を擁し、人口比にすると14%（2011年）である。
- 宗教的問題
  - 上記の地理的な問題には、キリスト教徒が伝統的に社会の圧倒的多数派を占めるEUに、国民の99%以上がイスラム教徒であるとされるトルコを加えることに対する感情的な反発も関わっている。またトルコ側でもイスラム主義勢力が伸長し、世俗主義政策と親西欧政策の見直しが行われている。

### 加盟交渉の進展
これまでトルコの加盟交渉の開始には、EU内でも中欧でヘゲモニーを握るドイツ、オーストリアの動向が鍵となった。ドイツではドイツ社会民主党のゲアハルト・シュレーダー政権は加盟に前向きであったが、加盟交渉を開始するかどうかを決定する直前にトルコの加盟交渉開始に反対の立場をとるドイツキリスト教民主同盟のアンゲラ・メルケルに政権が移譲されたため、政策の転換が行われるのではないかという観測が広がったが、キリスト教民主同盟と社会民主党が大連立を組んだ結果、基本的な外交政策は社会民主党政権から継続されたため、大きな変化は見られなかった。
一方オーストリアは最後まで反対の立場をとったが、2005年10月3日のEU連合緊急外相会議において、オーストリアが後押しするクロアチアの加盟交渉を、旧ユーゴスラビア国際戦犯法廷に対する協力の問題を棚上げした上で、クロアチアの加盟交渉も開始するという取引が行われ、3日にトルコの翌4日にクロアチアの加盟交渉を開始することを表明する事でこの問題に決着が図られることになった。
しかし、人権問題や経済問題などで解決しなければならない課題は多く、交渉条件が満たされるまで10年以上が必要であるとされている。さらに、トルコが不承認の立場を堅持するキプロスがEUの一員であることはトルコの加盟交渉にとってもっとも大きな問題である。2006年12月11日にはトルコがキプロス国籍の船舶・飛行機の入港を拒否し続けていることが原因となって経済・運輸関係の交渉が凍結される事態に至った。